# Riedern (Eichenbühl)
Riedern ist ein Gemeindeteil der Gemeinde Eichenbühl im unterfränkischen Landkreis Miltenberg in Bayern.

## Geographie
Das Pfarrdorf Riedern liegt beidseitig der Erf auf 203 m ü. NHN direkt an der Landesgrenze zu Baden-Württemberg. Südlich des Ortes liegt Guggenberg, westlich befindet sich Pfohlbach und nördlich liegt Richelbach. Im Ort befindet sich die Wasserburg Riedern.